# IC 3790
IC 3790 је појединачна звијезда у сазвјежђу Дјевица која се налази на листи објеката дубоког неба у Индекс каталогу.
Деклинација објекта је + 11° 6' 27" а ректасцензија 12h 48m 14,8s.